# گوماداله
گوماداله (به لاتین: Gomadale) یک منطقهٔ مسکونی در سری‌لانکا است که در استان مرکزی (سری‌لانکا) واقع شده‌است.